# Governo Babiš I
O Governo Babiš I (em tcheco/checo:  Vláda Andreje Babiše) é um governo minoritário formado a partir das eleições legislativas na Chéquia em 2017. Integra o partido ANO (Partido dos Cidadãos Descontentes; centrista, liberal) e um grupo de ministros independentes. Conta apenas com 70 dos 200 lugares da Câmara dos Deputados do Parlamento da República Checa.
| Governo       | Primeiro-ministro | Partidos | Ideologia                           |
| ------------- | ----------------- | -------- | ----------------------------------- |
| Governo Babis | Andrej Babiš      | ANO      | Centrismo - Liberalismo - Populismo |